# Суп с капустой (фильм)
«Суп с капу́стой» (или «Суп из капусты» , фр. La Soupe aux choux) — французская кинокомедия 1981 года режиссёра Жана Жиро по одноимённому роману Рене Фалле с Луи де Фюнесом и Жаном Карме в главных ролях. Луи де Фюнес также является одним из соавторов сценария фильма.

## Сюжет
Во французском хуторе Гурдифло, вдали от цивилизации, живут два старых друга — горбун Франсис Шерас (Жан Карме) по прозвищу Бомбе, «что значит выпуклый, так как был он настоящим горбуном» и Клод Ратинье (Луи де Фюнес) — «Глод, как принято говорить здесь именно через „Г“», пьют красное вино, колодезную воду и выращивают на огороде капусту для своего фирменного супа. Как-то ночью, после того как старики с вечера здорово «попортили воздух», перед их двором приземляется летающая тарелка, и гуманоид направляется к дому Клода, где его угощают супом с капустой.
Суп настолько понравился пришельцу, что он начинает навещать Клода время от времени и каждый раз увозит бидон супа на свою планету. В благодарность он воскрешает покойную жену Клода, Франсин, но молодой, такой же как на фотографии, которую он увидел в доме Клода. Двадцатилетняя Франсин начинает ругать мужа за пьянство с другом, требует денег, заводит молодых друзей… Клод уже и сам не рад такому подарку от инопланетянина. Но вскоре Франсин уезжает с другом в Париж, и в деревне опять воцаряется спокойствие. Но ненадолго. Вскоре пришелец сообщает Клоду, что его суп был признан на его планете источником удовольствия, и предлагает ему переселиться на его планету. Клод наотрез отказывается. Однако через некоторое время он вынужден серьёзно обдумать это предложение, поскольку мэрия соседнего города приготовила друзьям неприятный сюрприз.
Дело в том, что правительство подписало разрешение на строительство в пригороде частных коттеджей и парка отдыха, а на месте старых домов Клода и Франсиса решено построить обезьянник. Этот проект сулит экономический рост городу, и протесты двух стариков никого не интересуют. Их двор просто обносят решёткой, возле которой толпятся посетители парка отдыха, чтобы посмотреть на чудаковатых стариков и бросить в них солёные орешки. Идиллии пришёл конец. Вот тут-то Клод и вспоминает предложение пришельца и рассказывает об этом Франсису…

## В ролях
- Луи де Фюнес — башмачник Клод Ратинье
- Жан Карме — землекоп Франсис Шерас
- Жак Вильре — инопланетянин с планеты Оксо
- Кристин Дежу — Франсин, умершая жена Клода Ратинье
- Клод Жанзак — мадам Амели Пуланжар, сумасшедшая
- Анри Жене — старший капрал жандармерии
- Марко Перрен — мэр
- Гаэль Легран — Катрин Ламуэтт
- Филипп Руджери — Робер, новый друг Франсин
- Макс Монтавон — брат Амели Пуланжар
- Тьерри Лиагр — доктор
- Перретт Супле — Эми, управляющая Hôtel de France
- Филипп Бризар — Гийом, почтальон
- Жан-Пьер Рамбаль — рассказчик

## Интересные факты
- Фильм также известен своей заглавной музыкальной темой, сочинённой композитором Раймоном Лефевром в стиле овернской народной мелодии и исполненной им на синтезаторах[1].